# 에드위나 부스

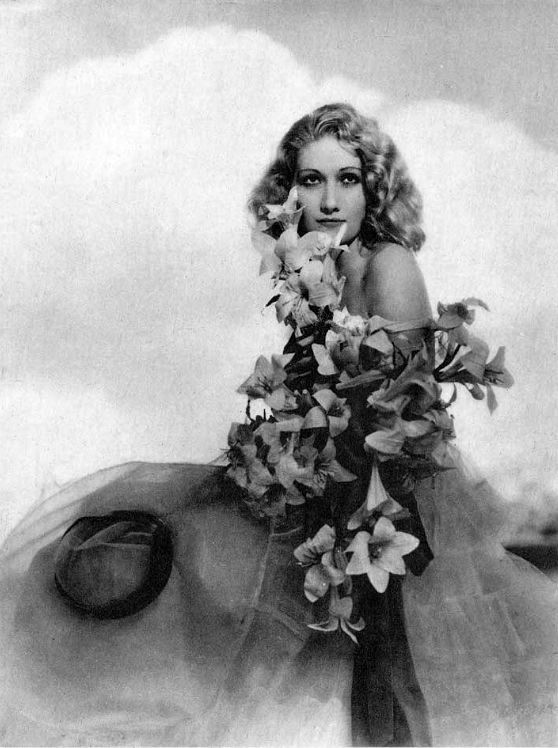

에드위나 부스(Edwina Booth, 1904년 9월 13일 ~ 1991년 5월 18일)는 미국의 배우, 영화배우이다.
프로보에서 태어났으며 로스앤젤레스에서 사망하였다.

## 영화
- 라스트 모히칸 (1932년)
- 트레이더 혼 (1931년)